# Spiculus
Spiculus oder auch Ti Claudi Spiculi lebte im 1. Jahrhundert und war von Nero zu einem hochrangigen Offizier (decurio Germanorum) der germanischen Leibwache (Germani corporis custodes) des Kaisers ernannt worden. Er führte als Lagerkommandant in der Unterkunft der Leibwache den Oberbefehl und kam im Zusammenhang mit Neros Untergang im Juni 68 in Rom gewaltsam ums Leben.
Die Herkunft und der ursprüngliche Status des Spiculus sind unbekannt. Er wird in einem Graffito an dem Haus Casa del Fauno in Pompeji als unerfahrener und trotzdem siegreicher Gladiator über den kampferfahrenen Gladiator namens Aptonetus beschrieben. Der freigelassene Gegner verlor in diesem Waffengang nach 16 Kämpfen sein Leben in Pompejis Amphitheater. Weiter ist aus der Lesung des Graffito zu entnehmen, dass Spiculus ein Angehöriger der Neronischen Gladiatorenschule war. Vermutlich avancierte er dadurch zeitnah zu einem Favoriten des Kaisers, der ihn mit Vermögen und mit dem Posten des decurio Germanorum versorgte. In der modernen Forschung wird analog zum früheren decurio Germanorum Sabinus angenommen, dass Spiculus von Geburt an den Rechtsstatus eines Peregrinus hatte oder zumindest spätestens vor Amtsantritt von Nero emanzipiert (emancipatio) wurde.
Im Zuge der letzten von drei bekannten Verschwörungen gegen Nero wurden seine Schutztruppen neutralisiert, indem sie mit der Unterstützung des Senats auf Betreiben des Prätorianerpräfekten Gaius Nymphidius Sabinus zur Abschwörung vom Kaiser veranlasst wurden. Nachdem die diensthabenden Einheiten der Prätorianergarde bereits aus dem Lager abgezogen waren, wendete sich auch die germanische Leibwache von Nero ab, indem sie ihren Standort und ihre Posten verließen. Lediglich Spiculus verweigerte sich der Verschwörung, um seinem Gönner die Treue zu halten. Er wurde von seinen Untergebenen festgesetzt und auf Befehl des Nymphidius Sabinus an das aufgebrachte Volk ausgeliefert. Spiculus fand den Tod, da er von einer eigens hierfür niedergestoßenen Statue des Nero erschlagen wurde.
Die seit ihrem jahrzehntelangen Bestehen bedingungslos gezeigte Loyalität der Germani corporis custodes gegenüber ihren kaiserlichen Dienstherren war mit dem Tod Neros hinfällig geworden. Aufgrund dessen zog der Nachfolger Galba die Konsequenz, die kaiserliche germanische Leibwache aufzulösen und die Institution gänzlich abzuschaffen.